# The Frye Company
The Frye Company  è un'azienda di scarpe, stivali, borse e accessori di pelle statunitense. Fondata nel 1863, ritiene di essere la compagnia di scarpe più antica ancora aperta degli Stati Uniti d'America. Attualmente, Frye fabbrica i suoi prodotti maggiormente in Messico e Cina.